# Médée (Delacroix)
Médée ou Médée furieuse est une toile de grande dimension (260 cm × 165 cm) peinte de 1836 à 1838 par Eugène Delacroix à l'apogée de la révolution romantique française. La technique est l'huile sur toile. Le tableau est conservé au palais des Beaux-Arts de Lille depuis 1839.

## Historiques

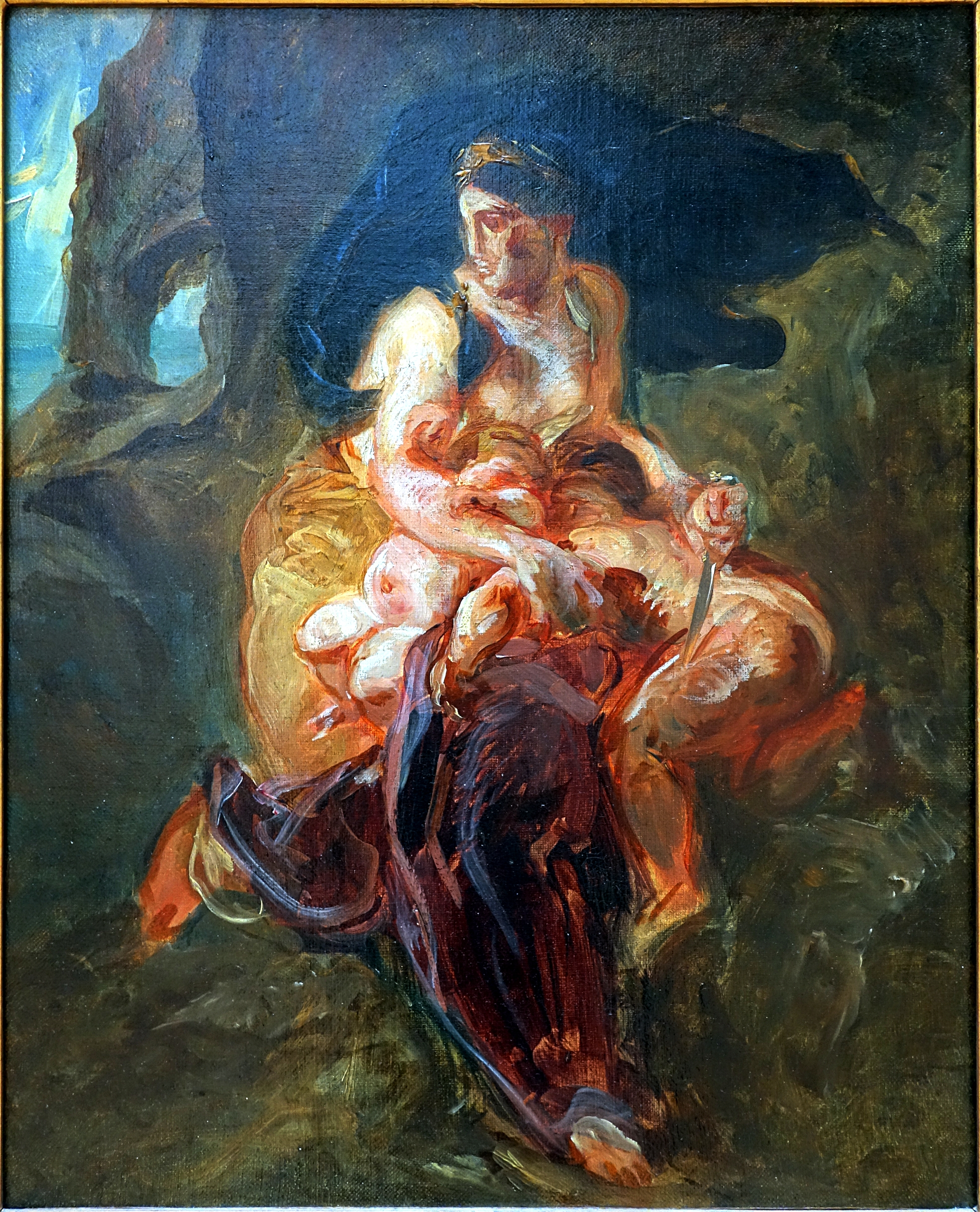
Esquisse de Médée, palais des Beaux-Arts de Lille.Date : 1836-1838

La réalisation du tableau est précédée d'une longue réflexion. Dès 1818, Eugène Delacroix aborde le thème de Médée dans ses carnets de croquis. Ses dessins, qui s'étendent jusqu'en 1828, portent d'abord sur la composition générale du tableau puis sur les différentes parties du corps de Médée et enfin son visage. Delacroix commence le tableau en 1836 mais ne l'achève qu'en 1838 pour le présenter au Salon où il remporte un vif succès. Acheté par l’État, il est exposé pendant un an au musée du Luxembourg avant d'être envoyé au musée de Lille. Il est ensuite présenté à l’Exposition universelle de 1855. Une exposition autour du tableau a été organisée par le musée national Eugène-Delacroix en 2001.
Une esquisse peinte et 31 dessins préparatoires sont également conservés au palais des Beaux-Arts de Lille.
Plus de vingt ans après sa création, en 1859, Delacroix réalise une autre version sur le même thème pour l’amateur Bouruet-Aubertot, puis, en 1862, deux répliques du tableau original, de plus petit format, l'une pour la Société Artésienne des Amis des Arts, l'autre pour le banquier Émile Pereire. Cette dernière est actuellement conservée au musée du Louvre.
Une copie de petite dimension a par ailleurs été réalisée par Théodore Chassériau, vraisemblablement à la suite de l'exposition de la Médée de Delacroix au musée du Luxembourg. Cette copie de Chassériau est aujourd'hui conservée au musée national Eugène-Delacroix. Vers 1880-1885, Paul Cézanne réalise également une gouache d'après le tableau de Delacroix, conservée à la Kunsthaus de Zurich.
Le tableau a aussi inspiré plusieurs lithographes, en particulier Menut Alophe, Pierre-Joseph Challamel et Émile Lassalle et des graveurs comme Charles-Michel Geoffroy et Félix Augustin Milius.

## Iconographie
Le tableau représente Médée qui, répudiée par Jason, s'apprête à tuer leurs fils Merméros et Phérès. Toutes les lignes du tableau convergent vers la figure de Médée qui retient ses enfants. La dague, seul élément vertical, contraste avec les rondeurs enfantines. La lumière se concentre sur le torse de la magicienne et sur ses enfants. Une ombre portée, qui a soulevé de nombreuses critiques, assombrit le haut du visage de Médée.

## Comparaison avec la pièce originaleMédéede Sénèque

### Points communs
- La violence et la fureur : Comme dans la pièce, Médée est consumée par la colère. Chez Sénèque, elle s’exclame "Ira furor brevis est"[7] (la colère est une folie passagère), ce qui reflète bien l’explosion émotionnelle capturée par Delacroix.
- Le rôle central des enfants : Chez Sénèque, Médée les utilise pour atteindre Jason, et leur mort est un instrument de sa vengeance. De même, dans la peinture, ils sont pris dans la tourmente du drame.
- Un personnage dominé par la passion : Sénèque présente une Médée qui justifie longuement son acte, mais qui est surtout emportée par sa propre nature destructrice. Chez Delacroix, son visage montre cette dualité entre humanité et monstruosité.

### Différences
- Absence du discours intérieur : Dans Sénèque, Médée exprime longuement son dilemme avant de passer à l’acte. Ici, l’image fige une seule émotion, sans accès à sa réflexion.
- Un instant précis vs. une montée dramatique : Chez Sénèque, le meurtre des enfants est préparé sur plusieurs scènes, Médée hésite, puis se radicalise. Delacroix montre tout en un seul regard.
- Médée dans son espace : Chez Sénèque, elle évolue dans un espace scénique (palais, temple, char divin), tandis que Delacroix la représente dans un lieu clos et sombre, ce qui accentue la claustrophobie et l’inéluctabilité du crime.